# بطولة الأمم الست للسيدات 2004
بطولة الأمم الستة للسيدات 2004 (بالفرنسية: Tournoi des Six Nations féminin 2004)‏ هو الموسم التاسع من  بطولة الأمم الست للسيدات. أقيمت خلال الفترة 14 فبراير 2004 وحتى 27 مارس 2004، وفاز فيها منتخب فرنسا الوطني لاتحاد الرغبي للسيدات.